# B2Gold
B2Gold Corporation es una empresa minera canadiense que posee y opera  minas de oro en Malí, Namibia y Filipinas. La empresa tiene su sede en Vancouver, se fundó en 2007 y luego cotizó en la Bolsa de Valores de Toronto, y luego en la Bolsa de Valores de Nueva York y la Bolsa de Valores de Namibia Intercambio. La compañía fue formada por varios ejecutivos de Bema Gold luego de su adquisición por Kinross Gold. La compañía se construyó a través de fusiones con varias otras compañías mineras, incluidas Central Sun Mining, CGA Mining, Auryx Gold y Papillon Resources para darle cinco minas operativas, dos de las cuales se han desinvertido, y varias propiedades de exploración.

## Historia
B2Gold fue fundada en 2007 por Clive T. Johnson y otros exejecutivos de Bema Gold, que estaba en proceso de ser adquirida por Kinross Gold por $ 3.5 mil millones. Los términos del acuerdo permitieron a la recién creada B2Gold tomar las propiedades de exploración de Bema Gold en Colombia y Rusia. Su oferta pública inicial en diciembre de 2007 en el Toronto Venture Exchange recaudó $ 100 millones para fines de exploración y valoración. En 2008, la empresa de exploración se graduó en la Bolsa de Valores de Toronto.
En 2009, B2Gold se convirtió en un productor de oro con la adquisición de la empresa Central Sun Mining, que cotiza en la TSX y tiene dificultades financieras. Este acuerdo de acciones, estimado en $ 67 millones, le dio a B2Gold sus dos primeras minas, El Limón y La Libertad, ambas en Nicaragua. [4] La compañía produjo 21,200 onzas de oro en 2009 hasta 157,885 onzas en 2012.
B2Gold agregó una tercera mina, en 2012, con su fusión con CGA Mining, que cotiza en ASX. El acuerdo otorgó a B2Gold la mina Masbate en Filipinas y los accionistas de CGA Mining recibieron el 38% de la empresa combinada. Alrededor de este tiempo, en 2013, B2Gold también adquirió Volta Resources en un acuerdo de acciones por un valor de US $ 63 millones para sus propiedades de exploración de Burkina Faso, y perdió una propiedad de exploración en Rancho Grande (El Pavón), Nicaragua, debido a problemas comunitarios. oposición. Con tres minas en funcionamiento, B2Gold produjo 366,000 onzas de oro en 2013 y 391,000 onzas en 2014.
La cuarta mina de B2Gold provino del desarrollo del proyecto Otjikoto, adquirido en su fusión de 2011 con Auryx Gold, que cotiza en TSX, que otorgó a los accionistas de Auryx el 10% de la compañía combinada. la mina Otjikoto en Namibia alcanzó la producción comercial en febrero de 2015. Con las cuatro minas, la compañía produjo 493,265 onzas de oro en 2015 y 550,423 onzas en 2016.
Su quinta mina se desarrolló a partir de la propiedad Fekola en Mali adquirida con la fusión de B2Gold con Papillon Resources, que cotiza en ASX. El acuerdo de 2014, con un valor estimado de US $ 570 millones, otorgó a los accionistas de Papillon el 26% de la compañía combinada, y resultó en que la mina Fekola comenzara la producción en noviembre de 2017. Las cinco minas dieron como resultado que la compañía produjera aproximadamente 960,000 onzas de oro en 2018 y 2019. La empresa vendió sus activos en Nicaragua a la empresa de exploración minera Caliber Mining, con sede en Vancouver.

## Operaciones
A partir de 2020, B2Gold tiene tres minas operativas:
- La mina Fekola, ubicada en Mali, cerca de la frontera con Senegal, es la segunda mina que B2Gold desarrolló, después de haber adquirido el proyecto a Papillon Resources. Durante esa fase de desarrollo, varios ejecutivos de B2Gold fueron tomados como rehenes durante el ataque al hotel de Bamako en 2015, pero fueron rescatados por el ejército de Mali.[10] Es la mina más grande de la compañía, ya que ha estado produciendo más de 400.000 onzas de oro cada año.
- La mina Masbate, ubicada en Aroroy, Masbate, Filipinas, llegó a B2Gold en la fusión de 2012 con CGA Mining. La mina a cielo abierto, que produce más de 200.000 onzas de oro al año, fue objeto de varios asesinatos en 2014-15 que involucraron a guardias de seguridad y mineros en pequeña escala.[11]
- La mina Otjikoto en Otjozondjupa, Namibia, es una mina combinada a cielo abierto y subterránea que produce entre 150.000 y 200.000 onzas de oro al año. Comenzó la producción en 2015, fue la primera mina que B2Gold desarrolló por sí misma y funciona con su propia planta de energía solar.

### Operaciones pasadas
- La mina de oro La Libertad, ubicada en Chontales, Nicaragua, fue adquirida por B2Gold con su fusión con Central Sun Mining en 2009 y vendida a Caliber Mining en 2019. Consistía en varios tajos abiertos, junto con una operación subterránea, cuyo alcance expansivo requirió el reubicación de un barrio de La Libertad.[5]
- La mina El Limón, ubicada en la frontera de los departamentos de León y Chinandega en Nicaragua, fue adquirida en 2009 y vendida en 2019 junto con la mina La Libertad. Fue escenario de protestas que resultaron en un muerto y 31 heridos, daños a la mina y cierre temporal, en 2015, tras el despido de tres trabajadores.[12][13] Produciendo entre 40.000 y 50.000 onzas de oro al año, era la mina más pequeña de B2Gold.